# Любеж-в-Лазих
Любеж-в-Лазих (словен. Ljubež v Lazih) — поселення в общині Літія, Осреднєсловенський регіон, Словенія. Висота над рівнем моря: 603,9 м.